# Jean Sobiepan Zamoyski
Pour les articles homonymes, voir Zamoyski.
Jan Sobiepan Zamoyski  (né le 9 avril 1627 à Zamość - décédé le 7 avril 1665 à Zamość), 3e ordynat de Zamość, grand-duc de Bohême en 1655, grande couronne de Pologne en 1653, général de Podolie à partir de 1637, gouverneur de Kalouch et Rostock. Zamoyski épouse Maria Kazimiera Louise de la Grange d'Arquien, future reine de Pologne le 3 mars 1658 à Varsovie.

## Famille
Le 3 mars 1658, Zamoyski épouse à Varsovie Marie Casimire Louise de la Grange d'Arquien, qui est la future et dernière épouse du roi Jean III Sobieski Il a quatre enfants, tous morts dans l'enfance :
- Ludwika Maria (née en avril 1659 - décédée en mai 1659),
- Un enfant mort né (janvier 1660),
- Catherine Barbara (4 / 5 décembre 1660 - Décembre 1662)
- Fille (née et décédée en 1664).

Il est enterré à la cathédrale de la Résurrection-et-Saint-Thomas de Zamość.